# Miroslav Karhan
Miroslav Karhan (Hlohovec, 21 juni 1976) is een Slowaakse voetballer (middenvelder) die sinds 2011 voor de Slowaakse eersteklasser FC Spartak Trnava uitkomt. Voordien speelde hij onder meer voor Beşiktaş JK, VfL Wolfsburg en 1. FSV Mainz 05. Hij werd Slowaaks voetballer van het jaar in 2002.

## Interlandcarrière
Karhan speelde sinds 1995 in totaal 107 wedstrijden voor de Slowaakse nationale ploeg, waarin hij veertien doelpunten maakte. Onder leiding van bondsocach Jozef Jankech maakte hij zijn debuut voor de nationale ploeg op 6 september 1995 in de EK-kwalificatiewedstrijd tegen Israël, net als Rastislav Kostka (Spartak Trnava) en Jozef Juriga (Slovan Bratislava).
| Interlanddoelpunten | Interlanddoelpunten | Interlanddoelpunten    | Interlanddoelpunten | Interlanddoelpunten | Interlanddoelpunten | Interlanddoelpunten |
| #                   | Datum               | Locatie                | Tegenstander        | Goal(s)             | Uitslag             | Wedstrijd           |
| ------------------- | ------------------- | ---------------------- | ------------------- | ------------------- | ------------------- | ------------------- |
| 1.                  | 8 september 1999    | Bratislava, Slowakije  | Liechtenstein       | 56'                 | 2–0                 | EK-kwalificatie     |
| 2.                  | 12 februari 2003    | Larnaca, Cyprus        | Roemenië            | 6'                  | 1–2                 | Oefeninterland      |
| 3.                  | 8 september 2004    | Bratislava, Slowakije  | Liechtenstein       | 42'                 | 7–0                 | WK-kwalificatie     |
| 4.                  | 9 oktober 2004      | Bratislava, Slowakije  | Letland             | 55'                 | 4–1                 | WK-kwalificatie     |
| 5.                  | 9 oktober 2004      | Bratislava, Slowakije  | Letland             | 87'                 | 4–1                 | WK-kwalificatie     |
| 6.                  | 9 februari 2005     | Larnaca, Cyprus        | Roemenië            | 44'                 | 2–2                 | Oefeninterland      |
| 7.                  | 30 maart 2005       | Bratislava, Slowakije  | Portugal            | 8' (pen.)           | 1–1                 | WK-kwalificatie     |
| 8.                  | 3 september 2005    | Bratislava, Slowakije  | Duitsland           | 21' (pen.)          | 2–1                 | Oefeninterland      |
| 9.                  | 3 september 2005    | Bratislava, Slowakije  | Duitsland           | 38'                 | 2–1                 | Oefeninterland      |
| 10.                 | 2 september 2006    | Bratislava, Slowakije  | Cyprus              | 55'                 | 6–1                 | EK-kwalificatie     |
| 11.                 | 7 oktober 2006      | Cardiff, Wales         | Wales               | 51'                 | 1–5                 | EK-kwalificatie     |
| 12.                 | 15 november 2006    | Žilina, Slowakije      | Bulgarije           | 78' (pen.)          | 3–1                 | Oefeninterland      |
| 13.                 | 11 oktober 2008     | Serravalle, San Marino | San Marino          | 50'                 | 1–3                 | WK-kwalificatie     |
| 14.                 | 4 juni 2011         | Bratislava, Slowakije  | Andorra             | 63'                 | 1–0                 | EK-kwalificatie     |

## Erelijst
- Slowaaks voetballer van het jaar
  - 2002